# Biologie et orientation sexuelle
Pour un article plus général, voir Orientation sexuelle.
 (octobre 2022).
Le contenu est difficilement compréhensible vu les erreurs de traduction, qui sont peut-être dues à l'utilisation d'un logiciel de traduction automatique.
Le lien entre la biologie et l'orientation sexuelle est un sujet de recherche. L'idée qu'un facteur simple et singulier puisse être à l'origine de l'orientation sexuelle d'un individu, n'a pas été démontrée de façon concluante ; diverses études indiquent différentes causes possibles, voire des résultats contradictoires. Des scientifiques ont émis l'hypothèse qu'une combinaison de facteurs génétiques, hormonaux et sociaux déterminent l'orientation sexuelle,. Les théories biologiques pour expliquer les causes de l'orientation sexuelle sont plus populaires, et les facteurs biologiques peuvent impliquer une interaction complexe de facteurs génétiques et de l'environnement utérin. Ces facteurs, qui peuvent être liés au développement d'une orientation hétérosexuelle, homosexuelle, bisexuelle, pansexuelle ou asexuelle, comprennent les gènes, les hormones prénatales et la structure du cerveau.

## Études empiriques

### Études de jumeaux
Un certain nombre d'études de jumeaux ont tenté de comparer l'importance relative de la génétique et de l'environnement dans la détermination de l'orientation sexuelle. Dans une étude de 1991, Bailey et Pillard ont mené une étude de jumeaux et ont constaté que 52 % des frères monozygotes (dont 59 ont été interrogés) et 22 % des frères dizygotes étaient concordants pour l'homosexualité. Le terme de jumeaux monozygotes indique deux frères identiques avec les mêmes ensembles de gènes, et celui de dizygotes que les jumeaux sont fraternels : les gènes sont mélangés de la même façon que ceux de frères et sœurs non jumeaux. En 2000, Bailey, Dunne et Martin ont étudié un échantillon plus large de 4901 jumeaux australiens, mais ont rapporté moins de la moitié du niveau de concordance. Ils ont trouvé 20 % de concordance dans les jumeaux monozygotes hommes et 24 % de concordance pour l'identique féminin. Une méta-étude réalisée par Hershberger (2001) compare les résultats de huit études de jumeaux différents: parmi celles-ci, toutes ont montré que les jumeaux monozygotes ont une concordance beaucoup plus élevée de l'orientation sexuelle que les jumeaux dizygotes, ce qui suggère une composante génétique non négligeable.
Bearman et Brückner (2002) ont critiqué dans les premières études leur concentration sur les petits, leur sélection d'échantillons et la sélection non représentative de leurs sujets. Ils ont étudié 289 paires de jumeaux identiques (monozygotes d'un ovule fécondé) et 495 paires de jumeaux fraternels (dizygotes de deux œufs fécondés) et ont trouvé un taux de concordance pour l'attraction du même sexe de seulement 7,7 % pour les jumeaux identiques hommes, et 5,3 % pour les femmes, un modèle dont ils disent qu'il « ne suggèr[e] pas d'influence génétique indépendante du contexte social ».
Une étude menée sur tous les jumeaux adultes en Suède (plus de 7.600 vrais jumeaux) en 2010 a conclu que l'attirance vers le même sexe s'explique par des facteurs héréditaires et des sources environnementales individuelles spécifiques (telles que l'environnement prénatal, l'expérience de la maladie et de traumatismes et les expériences sexuelles), tandis que les influences de l'environnement partagé tel que l'environnement familial et les attitudes sociales avaient un effet plus faible, mais significatif. Les femmes ont montré une tendance non significative à l'influence héréditaire, tandis que les hommes n'ont montré aucune influence venant de l'environnement social. L'utilisation de tous les jumeaux adultes en Suède a été conçue pour répondre à la critique des études sur des volontaires, dans lequel un biais potentiel vers la participation des jumeaux gays peut influer sur les résultats.

#### Critiques
Les études de jumeaux ont reçu un certain nombre de critiques, y compris du biais d'auto-sélection : les personnes homosexuelles ayant des frères et sœurs qui sont homosexuels aussi sont plus susceptibles de faire du bénévolat pour les études. Néanmoins, il est possible de conclure que, compte tenu de la différence dans la sexualité dans une paire de jumeaux identiques, l'orientation sexuelle ne peut pas être attribuée uniquement à des facteurs génétiques.
Un autre problème est la découverte récente que même les jumeaux monozygotes peuvent être différents, et il y a un mécanisme qui pourrait expliquer que les jumeaux monozygotes sont en fait discordants pour l'homosexualité. Gringas et Chen (2001) décrivent un certain nombre de mécanismes qui peuvent conduire à des différences entre jumeaux monozygotes, le plus pertinent ici étant la chorionicité et l'amniocité. Les jumeaux dichorioniques ont potentiellement des environnements hormonaux différents, car ils reçoivent séparément le sang maternel à partir du placenta, et cela pourrait donner lieu à différents niveaux de virilisation. Les jumeaux monoamniotiques partagent un environnement hormonal commun, mais peuvent souffrir du « syndrome transfuseur-transfusé » dans lequel l'un des jumeaux est « relativement rempli avec le sang et l'autre jumeau ».

### Études de liens génétiques
Les études de liens génétiques dans l'orientation sexuelle ont indiqué la présence de multiples facteurs génétiques dans le génome. En 1993, Dean Hamer et ses collègues ont publié les résultats d'une analyse de liaison d'un échantillon de 76 frères homosexuels et de leurs familles. Hamer et al.ont trouvé que les hommes gays avaient plus d'oncles et de cousins mâles homosexuels du côté maternel de la famille que du côté paternel. Dans une autre constatation, trente-trois des quarante paires de frères et sœurs testées ont montré des allèles similaires dans la région de Xq28 (en), qui était significativement plus élevé que les taux attendus de 50 % pour les frères fraternels. Celui-ci a été populairement surnommé le « gène gay » dans les médias, ce qui provoque une importante controverse. Sanders et al. En 1998, ont rapporté dans leur étude, dans laquelle ils ont constaté que 13 % des oncles de frères gays du côté maternel étaient homosexuels, contre 6 % du côté paternel.
Une analyse plus tardive par Hu et al. a permis d'affiner les résultats antérieurs. Cette étude a révélé que 67 % des frères homosexuels, dans un nouvel échantillon, partageaient un marqueur commun sur le chromosome X à la partie Xq28. Deux autres études (Bailey et al. 1999 ; McKnight et Malcolm, 2000) ont échoué à trouver une prépondérance de parents homosexuels dans la lignée maternelle des hommes homosexuels. Une des études de Rice et al. en 1999 a échoué à reproduire les résultats de liaison de Xq28. La méta-analyse de toutes les données de liaison indiquent un lien important pour la partie Xq28, mais indiquent aussi que les autres gènes doivent être présents pour rendre compte de l'héritabilité certaine de l'orientation sexuelle.
Mustanski et al. (2005) a effectué une analyse complète du génome (au lieu de simplement une analyse du chromosome X) sur les individus et les familles précédemment rapporté dans les études de Hamer et al. (1993) et Hu et al.(1995), ainsi que de nouveaux sujets. Avec le plus grand ensemble d'échantillons et l'analyse complète du génome, l'étude a révélé la liaison du Xq28 quelque peu réduite rapporté par Hamer et al.
Les résultats de la première grande étude complète de liaison génétique de l'orientation sexuelle masculine ont été obtenus par un groupe indépendant de chercheurs de l'American Society of Human Genetics (en) en 2012. La population étudiée comprenait 409 paires indépendantes de frères homosexuels, qui ont été analysés avec plus de 300.000 marqueurs de polymorphisme nucléotidique. Les données reprenaient fortement les résultats de Hamer sur le Xq28 grâce à une technique de cartographie. Le lien significatif a également été détecté dans la région péricentromérique du chromosome 8, se chevauchant avec l'une des régions détectées dans l'étude précédente d'Hamer. Les auteurs ont conclu que « nos résultats, pris dans le contexte des travaux antérieurs, suggèrent que la variation génétique dans chacune de ces régions contribue au développement du caractère psychologique important de l'orientation sexuelle des hommes."
L'orientation sexuelle féminine ne semble pas être liée à Xq28,, mais elle semble être modérément héritable.
Outre les contributions chromosomiques au sexe, un potentiel de contribution autosomique au développement de l'orientation homosexuelle a également été suggéré. Dans une étude d'une population composée de plus de 7 000 participants, Ellis et al.(2008) ont constaté une différence statistique significative de la fréquence du sang de type A entre homosexuels et hétérosexuels. Ils ont également constaté que les proportions « anormalement élevées » des hommes et femmes homosexuels étaient Rh négatif par rapport aux hétérosexuels. Comme les groupes de sang et le facteur Rh sont génétiquement hérités et sont contrôlés par des allèles situés sur le chromosome 9 et le chromosome 1 respectivement, l'étude indique un lien potentiel entre gènes autosomes et l'homosexualité.
La biologie de l'orientation sexuelle a été étudiée en détail dans plusieurs systèmes de modèles d'animaux. Chez une mouche Drosophila melanogaster commune, la différenciation sexuelle du cerveau et les comportements qu'elle contrôle sont établis à la fois chez les mâles et chez les femelles, fournissant un modèle concis de la séduction biologiquement contrôlée. Chez les mammifères, un groupe de généticiens à l'Institut supérieur coréen de science et de technologie a modifié les préférences sexuelles de souris femelles en enlevant un seul gène lié au comportement reproducteur. Sans ce gène, les souris ont montré un comportement sexuel masculin et attraction vers l'urine d'autres souris femelles. Les souris qui ont conservé le gène fucose mutarotase (FUOM) ont été attirées par des souris mâles.
Dans la presse, les chercheurs ont fait remarquer que la preuve des influences génétiques sur l'orientation sexuelle, et autre, ne doit pas être assimilée à un déterminisme génétique. Selon Dean Hamer et Michael Bailey, les aspects génétiques ne sont que l'une des multiples causes de l'homosexualité.

### Études de Epigénétique
Une étude suggère un lien de l’hérédité génétique de la mère vers ses fils sur l'homosexualité. Les femmes ont deux chromosomes X, dont l'un est « éteint ». L'inactivation du chromosome X se produit de façon aléatoire tout au long du développement de l'embryon. Cependant, dans certains cas, il semble que cette inactivité peut se produire d'une manière non-aléatoire. Bocklandt et al. (2006) ont rapporté que, chez les mères d'hommes homosexuels, le nombre de femmes avec une incertitude de l'inactivation du chromosome X est significativement plus élevé que chez les mères sans fils gay. 13 % des mères ayant un fils gay, et 23 % des mères avec deux fils gays a montré une incertitude plus élevée, par rapport à 4 % des mères sans fils gay.[réf. nécessaire];

### Ordre de naissance
Blanchard et Klassen (1997) ont rapporté que chaque frère supplémentaire augmente les chances d'un homme d'être gay de 33 %,. Ceci est maintenant « l'une des variables épidémiologiques les plus fiables jamais identifiées dans l'étude de l'orientation sexuelle. » Pour expliquer cette constatation, il a été proposé que les fœtus mâles provoquent une réaction immunitaire de la mère qui devient plus forte avec chaque fœtus mâle successif. Cette hypothèse d'immunisation maternelle (MIH) commence lorsque les cellules d'un fœtus mâle entrent dans la circulation sanguine de la mère pendant la grossesse ou l'accouchement. Les fœtus mâles produisent des antigènes H-Y qui sont « presque certainement impliqués dans la différenciation de l'orientation sexuelle des vertébrés. » Ces protéines Y ne seraient pas reconnues dans le système immunitaire de la mère parce qu'elle est une femme, ce qui causerait le développement d'anticorps qui se déplaceraient à travers la barrière placentaire dans le compartiment fœtal. De là, les corps anti-mâles pourraient ensuite traverser la barrière hémato/encéphalique (BHE) du cerveau du fœtus en développement, modifiant les structures du cerveau, et le dimorphisme sexuel par rapport à l orientation sexuelle, ce qui augmente la probabilité que le fils en question sera plus attiré par les hommes que par les femmes. Les fœtus mâles successifs sont alors attaqués par des anticorps H-Y qui diminuent en quelque sorte la capacité des antigènes H-Y à remplir leur fonction habituelle de masculinisation dans le cerveau. l'hypothèse immunitaire de la mère a été critiquée, parce que la prévalence du type d'attaque immunitaire proposée est rare par rapport à la prévalence de l'homosexualité : Bearman et Brückner (2002) ont soutenu que les études démontrant que l'effet de l'ordre de naissance fraternel avait un effet sur l'orientation sexuelle des hommes ont utilisé des échantillons non représentatifs et/ou des rapports indirects sur l'orientation sexuelle des frères et sœurs. Leur analyse, axée sur les jumeaux de sexe opposé, n'a pas trouvé d'association « entre l'attirance pour le même sexe et le nombre de frères et sœurs plus âgés, de frères plus âgés ou de sœurs plus âgées ». Une étude de Francis (2008), utilisant la même enquête Add Health mais avec une analyse plus large, a constaté une très faible corrélation entre l'attirance masculine pour le même sexe et le fait d'avoir plusieurs frères aînés (mais a trouvé une corrélation négative significative entre l'attirance masculine pour le même sexe et ayant des sœurs aînées, c'est-à-dire que ceux qui éprouvaient un niveau d'attirance envers le même sexe non nul étaient significativement moins susceptibles d'avoir des sœurs aînées).L'échec de ces études à démontrer l'effet de l'ordre de naissance fraternel a été attribué à leurs défauts méthodologiques. Bien qu'ils aient utilisé de grands échantillons d'adolescents, les faibles taux de base d'attirance et de comportement homosexuel dans la population ont entraîné des tailles d'échantillon trop petites pour évaluer la relation entre l'ordre de naissance et l'orientation sexuelle. L'effet de l'ordre de naissance fraternel peut également avoir été obscurci dans ces études en raison de leur utilisation de différentes méthodes de classification de l'orientation sexuelle et de leurs mesures imprécises de la fratrie. Ray Blanchard a expliqué que la démontabilité de l'effet de l'ordre de naissance fraternel dépend en partie de la correspondance adéquate de la taille moyenne de la famille des groupes d'étude homosexuels et hétérosexuels et a noté que dans les deux études ci-dessus, la taille moyenne de la famille des groupes homosexuels était significativement plus petite que celui des groupes de comparaison hétérosexuels. Plus précisément, les hommes hétérosexuels avaient un plus grand nombre de frères et sœurs dans l'ensemble que les hommes homosexuels, ce qui peut avoir obscurci les analyses des différences de groupe chez les frères plus âgés et empêché la démonstration de l'effet de l'ordre de naissance fraternel. Les chercheurs ont donc souligné la nécessité de comparer les groupes sur les mesures de la taille moyenne de la famille et ont suggéré que, dans les deux études, une mesure alternative du rang de naissance contrôlant la taille de la fratrie aurait produit des résultats cohérents avec l'effet du rang de naissance fraternel. Depuis la publication de l'étude de Bearman et Bruckner en 2002, des études utilisant des échantillons probabilistes nationaux représentatifs et des rapports directs sur l'orientation sexuelle des frères et sœurs ont trouvé l'effet de l'ordre de naissance fraternel. Ces critiques sont liés a différentes études qui semblaient récuser ce mécanisme mais elles ont souvent été pointés du doigt pour leurs biais et erreurs méthodologiques : ces études sont minoritaires avec des erreurs et biais alors que les autres en majorité, exemptes de biais ou d'erreurs méthodologiques, réalisés avec indépendance démontrent cet effet de l'ordre de naissance fraternel chez les hommes. Une étude biochimique de 2017 confirme le mécanisme présenté précédemment.

### Fertilité féminine
En 2004, des chercheurs italiens ont mené une étude sur environ 4.600 personnes qui étaient les parents de 98 hommes homosexuels et 100 hétérosexuels. Les femmes proches des hommes homosexuels ont tendance à avoir plus de descendants que celles plus proches des hétérosexuels. Les chercheurs ont conclu qu'il y avait un rapport génétique qui concernait le chromosome X, qui favorisait à la fois la fertilité chez la mère et l'homosexualité dans sa descendance mâle. Les connexions découvertes expliqueraient environ 20 % des cas étudiés, ce qui indique que c'est un facteur très important, mais que ce n'est pas le seul facteur génétique déterminant l'orientation sexuelle,.

### Études phéromonales
Les recherches menées en Suède ont suggéré que les hommes homosexuels et hétérosexuels réagissent différemment aux deux odeurs qui sont censées être impliquées dans l'excitation sexuelle. La recherche a montré que lorsque les deux femmes hétérosexuelles (les lesbiennes ont été inclus dans l'étude, mais les résultats les concernant étaient « un peu confus ») et les hommes gays sont exposés à un dérivé de la testostérone trouvé dans la sueur des hommes, une région dans l'hypothalamus est activée. Les hommes hétérosexuels, d'autre part, ont une réponse similaire à un composé semblable à l'œstrogène trouvé dans l'urine des femmes. La conclusion faite est que l'attraction sexuelle fonctionne de façon similaire à un niveau biologique. Les chercheurs ont suggéré que cette possibilité pourrait être plus étudiée en étudiant de jeunes sujets pour voir s'ils trouvent des réponses similaires avec l’expérience appliquée aux adultes.

### Études de la structure du cerveau
Certaines études ont affirmé qu'un certain nombre de sections du cerveau seraient sexuellement dimorphiques; autrement dit, qu'elles varieraient entre les hommes et les femmes. Il y a également eu des rapports de variations dans la structure du cerveau correspondant à l'orientation sexuelle. En 1990, Dick Swaab et Hofman font l'observation d'une différence dans la taille du noyau suprachiasmatique entre les hommes homosexuels et hétérosexuels. En 1992, Allen et Gorski ont rapporté une différence liée à l'orientation sexuelle dans la taille de la commissure blanche antérieure, mais cette recherche a été réfutée par de nombreuses études, dont l'une a trouvé que la totalité de la variation a été causée par une seule valeur,,.

#### Noyaux dimorphisme sexuel[Quoi ?]dans l'hypothalamus antérieur
Simon LeVay a mené certaines de ces premières recherches. Il a étudié quatre groupes de neurones dans l'hypothalamus appelé INAH1, INAH2, INAH3 et INAH4. Ce fut un domaine pertinent du cerveau à étudier[réf. nécessaire], en raison de la preuve qu'il joue un rôle dans la sexualité animale, et parce que INAH2 et INAH3 avaient déjà été signalés dans la différence de taille entre les hommes et les femmes.
Il a obtenu des cerveaux de 41 patients hospitalisés décédés. Les sujets ont été classés en trois groupes. Le premier groupe était composé de 19 hommes gays qui étaient morts de maladies liées au SIDA. Le second groupe comprenait 16 hommes dont l'orientation sexuelle était inconnue, mais présumés hétérosexuels. Six de ces hommes étaient morts de maladies liées au SIDA. Le troisième groupe était composé de six femmes que les chercheurs présumaient hétérosexuelles. L'une des femmes était morte d'une maladie liée au SIDA.
Les personnes séropositives chez les patients vraisemblablement hétérosexuels ont tous été identifiés à partir des dossiers médicaux, que soit les toxicomanes ou les destinataires de transfusions sanguines. Deux des hommes qui ont été identifiés comme hétérosexuels ont assuré ne jamais avoir eu un acte sexuel homosexuel. Les dossiers des sujets hétérosexuels restants ne contenaient pas d'informations sur leur orientation sexuelle; ils étaient supposés avoir été principalement ou exclusivement hétérosexuels "sur la base de la prépondérance numérique des hommes hétérosexuels dans la population."
Cependant, d'autres études ont montré que les noyaux dimorphiques sexuels de la zone préoptique, qui comprennent le groupe INAH3, sont de taille similaire chez les hommes homosexuels, morts du SIDA, aux hommes hétérosexuels, et donc plus grandes que chez les femmes. Cela contredit clairement l'hypothèse que les hommes homosexuels ont un hypothalamus féminin. En outre, le noyau suprachiasmatique hypothalamique des hommes homosexuels est extrêmement grand (à la fois le volume et le nombre de neurones qui sont deux fois plus élevés que chez les hommes hétérosexuels). Ces zones de l'hypothalamus n'ont pas encore été explorées chez les femmes homosexuelles, ni chez les hommes et femmes bisexuelles. Le doute sur l'hypothèse de Dörner est grandissant, qui consiste à ce que les hommes homosexuels ont un "hypothalamus femme" et que le mécanisme clé de différenciation du "cerveau masculin du cerveau féminin" est l'influence épigénétique de la testostérone au cours du développement prénatal,.
William Byne et ses collègues ont tenté d'identifier les différences de taille rapportées dans les groupes INAH 1 à 4 en reproduisant l'expérience sur d'autres échantillons de cerveaux provenant d'autres sujets : 14 hommes séropositifs homosexuels, 34 hommes hétérosexuels présumés (dont 10 séropositifs), et 34 femmes hétérosexuelles présumées (dont 9 séropositives). Les chercheurs ont constaté une différence significative dans la taille INAH3 entre les hommes hétérosexuels et les femmes hétérosexuels. La taille INAH3 des hommes homosexuels était apparemment inférieure à celle des hommes hétérosexuels, et plus grand que celui des femmes hétérosexuelles.
Byne et al.ont également pesé et compté le nombre de neurones dans les INAH3, non effectués par LeVay. Les résultats pour le poids INAH3 étaient semblables à ceux de la taille INAH3 ; qui est que le poids pour les cerveaux masculins hétérosexuels était significativement plus grande que pour les cerveaux féminins hétérosexuels, alors que les résultats pour le groupe des hommes gays étaient une moyenne des deux. Le nombre de neurones ont aussi fait constater aux chercheurs une différence homme-femme dans INAH3, mais n'ont trouvé aucune tendance liée à l'orientation sexuelle.
Dans une étude publiée en 2010, Garcia-Falgueras et Swaab ont affirmé que « le cerveau du fœtus se développe au cours de la période intra-utérine, par une action directe de la testostérone sur les cellules nerveuses en développement pour un fœtus mâle, ou par l'absence de cette hormone pour les fœtus femelle. Ainsi, notre identité de genre (la conviction d'appartenir au sexe masculin ou féminin) et l'orientation sexuelle est programmée ou organisée dans nos structures cérébrales lorsque nous sommes encore dans l'utérus. Il n'y a aucune indication sur l'environnement social après la naissance ayant un effet sur l'identité de genre ou l'orientation sexuelle. »

#### Modèle d'ovin
Le mouton est souvent utilisé comme modèle expérimental pour étudier la programmation précoce des mécanismes neuronaux qui sous-tendent l'homosexualité, le développement de l'observation qu'environ 8 % des béliers sont sexuellement attirés par d'autres béliers par rapport à la majorité des béliers qui sont axées sur des femelles. Chez de nombreuses espèces, une caractéristique importante de la différenciation sexuelle est expliqué par la présence d'un noyau dimorphique sexuel dans l'hypothalamus pré-optique, qui est plus grand chez les hommes que chez les femmes.
Roselli et al. ont découvert un noyau dimorphisme sexuel d'ovin (NDSO) dans l'hypothalamus préoptique qui est plus petit chez les béliers destinés aux hommes que chez les béliers femelles, mais de taille similaire à la NDSO des femelles. Les neurones de l'expression de l'aromatase du NDSO qui est plus petit chez les béliers homosexuels que chez les béliers hétérosexuels, ce qui suggère que l'orientation sexuelle est neurologiquement reliée et peut être influencée par les hormones. Cependant, les résultats visant à associer le rôle de l'aromatase neuronale dans la différenciation sexuelle et du comportement chez le mouton ont échoué, à cause du manque de déféminisation des béliers en fonction de leur partenaire sexuel ou le volume du NDSO en raison de l'activité de l'aromatase dans le cerveau du fœtus pendant la période critique. Cela dit, il est plus probable que la morphologie du NDSO et l'homosexualité peuvent être programmées grâce à un récepteur d'androgènes qui ne comporte pas d'aromatisation. La plupart des données suggère que les béliers homosexuels et hétérosexuels, sont masculinisés et défeminisés en ce qui concerne le développement, la réception et la sécrétion des gonadotrophines, mais ne sont pas défiminisés pour les préférences de partenaires sexuels, ce qui suggère également que de tels comportements peuvent être programmés différemment. Bien que la fonction exacte de l'NDSO n'est pas entièrement connue, son volume, la longueur et le nombre de cellules semblent être en relation avec l'orientation sexuelle, et un dimorphisme dans son volume et de cellules pourraient biaiser les traitements des signaux impliqués dans la sélection des partenaires.

## Théories biologiques de l'étiologie de l'orientation sexuelle

### Hypothèse de développement avancé
L'hypothèse de développement avancé comprend la recherche sur le développement prénatal et les facteurs environnementaux qui contrôlent la masculinisation du cerveau durant son développement. Certaines études ont interprété l'exposition aux hormones prénatales comme le principal facteur de l'orientation sexuelle,,. Cette hypothèse est étayée par les deux différences observées dans la structure du cerveau et le traitement cognitif entre les hommes homosexuels et hétérosexuels. Une explication de ces différences est que l'idée que des expositions à des niveaux d'hormones différentes dans l'utérus au cours du développement du fœtus peut changer la masculinisation du cerveau chez les hommes homosexuels. Les concentrations de ces produits chimiques sont supposés être influencés par le système immunitaire du fœtus et de la mère, la consommation maternelle de certains médicaments, le stress maternel, et l'injection directe. Cette hypothèse est également liée à la recherche au rang de naissance.

### Exotisme devient érotisme
Daryl Bem, un psychologue social à l'université Cornell, a émis l'hypothèse que l'influence des facteurs biologiques sur l'orientation sexuelle peut être dirigée par certaines expériences dans l'enfance. Le tempérament de l'enfant prédispose celui-ci à préférer certaines activités par apport aux autres. En raison de leur tempérament, qui est influencée par des variables biologiques tels que les facteurs génétiques, certains enfants seront attirés par les activités qui sont généralement appréciés par d'autres enfants du même sexe. D'autres préféreront des activités qui sont typiques d'un autre genre. Cela aura comme effet qu' un enfant conforme au genre se sente différent des enfants de sexe opposé, tandis que les enfants non-conformes se sentent différents des enfants de leur propre sexe. Selon Bem, ce sentiment de différence évoque l'excitation psychologique lorsque l'enfant est près de membres du sexe qu'il considère comme étant « différent ». Bem théorise que cette excitation psychologique sera plus tard transformée en excitation sexuelle : les enfants deviennent sexuellement attirés par le sexe qu'ils considèrent comme différents (« exotiques »). Cette théorie est connue sous le nom de théorie de l'Exotisme Devient Érotisme.
Bem a sollicité l'appui de la littérature, mais n'a pas présenté de nouvelles données de sa théorie. La recherche, citée par Bem comme une preuve de la théorie de l'exotisme devenant l'érotisme comprend l'étude de Préférence sexuelle par de Bell et al. (1981), et des études montrant la constatation que la majorité des hommes et des lesbiennes déclarent être non-conformes au cours de leur enfance. Une méta-analyse de 48 études a montré que le genre d'enfance non-conformiste pourrait être le meilleur prédicteur d'une orientation homosexuelle pour les hommes et les femmes. Dans six études, qui ont commencé avec les garçons de genre non-conformes à environ 7 ans et suivis jusqu'à l'adolescence et à l'âge adulte, 63 % des garçons non-conformes avait une orientation homosexuelle ou bisexuelle étant adultes.
William Reiner, un psychiatre et urologue à l'Université d'Oklahoma, a évalué plus d'une centaine de cas d'enfants nés avec des troubles de différenciation sexuelle. Dans les années 1960 et 70, il était courant dans les pays développés pour les médecins de castrer les garçons nés avec un micropénis et de les élever comme des filles. Toutefois, cette pratique a été critiquée, parce que même si ces garçons ont été élevés comme des filles, ils sont presque tous hétérosexuels étant adulte. Cela prête à penser que leur orientation sexuelle a été déterminée par leur sexe génétique à la naissance et non par l'influence de leur éducation.

## Orientation sexuelle et évolution
Les pratiques sexuelles qui réduisent considérablement la fréquence des rapports hétérosexuels semblent aussi diminuer considérablement les chances de reproduction, et pour cette raison, elles semblent être maladaptées dans un contexte d'évolution suivant un modèle darwinien simple, la sélection naturelle sur l'hypothèse que la fréquence de l'homosexualité réduirait. Plusieurs théories ont été avancées pour expliquer cette contradiction, et de nouvelles preuves expérimentales ont démontré leur faisabilité.
Certains chercheurs ont suggéré que l'homosexualité s'adapte d'une manière non-évidente. Par analogie, l'allèle qui provoque la drépanocytose lorsque deux copies sont présentes peuvent aussi conférer une résistance à la malaria avec une forme d'anémie (ce qui est appelé l'avantage hétérozygote).
L'hypothèse que l'on appelle « oncle gay » postule que les gens qui ne peuvent pas avoir d'enfants peuvent néanmoins augmenter la prévalence des gènes de leur famille dans les générations futures en fournissant des ressources (nourriture, la supervision, la défense, le logement, etc.) à la progéniture de leur plus proches parents. Cette hypothèse est une extension de la théorie de la sélection de parentèle. La sélection Kin a été initialement développé pour expliquer les actes altruistes apparemment maladaptés. Le concept initial a été suggéré par J.B.S. Haldane en 1932 et plus tard élaboré par de nombreux autres, y compris John Maynard Smith, et Mary Jane Ouest-Eberhard (en). Ce concept a également été utilisé pour expliquer les comportements de certains insectes où la plupart des membres sont non-reproducteurs.
Brendan Zietsch de l'Institut de recherche médicale du Queensland propose une théorie alternative, celle que les hommes présentant des traits féminins deviennent plus attirants pour les femmes et sont donc plus susceptibles de s'accoupler, à condition que les gènes impliqués ne les conduisent pas au rejet de l'hétérosexualité.
Dans une étude de 2008, ses auteurs ont déclaré qu'« il existe des preuves considérables que l'orientation sexuelle humaine est génétiquement influencée, donc on ne sait pas comment l'homosexualité, qui tend à réduire le succès de reproduction, est maintenue dans la population à une fréquence relativement élevée. » Ils ont émis l'hypothèse que « tandis que les gènes prédisposant à l'homosexualité réduisent le succès de reproduction de ceux-ci, ils peuvent conférer un certain avantage aux hétérosexuels qui les portent », et leurs résultats ont suggéré que « les gènes prédisposant à l'homosexualité peuvent conférer un avantage d'accouplement chez les hétérosexuels, ce qui pourrait aider à expliquer l'évolution et le maintien de l'homosexualité dans la population. » Cependant, dans la même étude, les auteurs ont noté que « d'autres explications non génétiques peuvent être incluses comme une raison pour l'hétérosexuel d'une paire de jumeaux homosexuelle-hétérosexuelle ayant plusieurs partenaires, spécifiquement la pression sociale sur l'autre jumeau d'agir d'une manière plus hétérosexuelle » (et chercher ainsi à un plus grand nombre de partenaires sexuels). En outre, les auteurs de l'étude reconnaissent qu'un grand nombre de partenaires sexuels ne peut pas conduire à une plus grande réussite de la reproduction, en notant particulièrement qu'il y a une « absence de preuve concernant le nombre de partenaires sexuels et le succès de reproduction réelle, que ce soit dans le présent ou dans notre passé évolutif. »
L'hypothèse de l'avantage hétérosexuel a obtenu un appui solide par l'étude italienne 2004 démontrant une augmentation de la fécondité chez les parents hétérosexuels par rapport aux femmes des hommes gays,. Comme initialement indiqué par Hamer, même une légère augmentation de la capacité de reproduction chez les femmes portant un "gène gay" pourrait facilement tenir compte de son maintien à des niveaux élevés dans la population.

## Différences biologiques chez les hommes et les femmes homosexuels

### Physiologique
Certaines études ont trouvé des corrélations entre la physiologie des personnes et leur sexualité; ces études fournissent des preuves qui suggèrent que :
- Les hommes gays et les femmes hétérosexuelles auraient, en moyenne, les hémisphères du cerveau de la même proportion. Les lesbiennes et les hommes hétérosexuels auraient, en moyenne, l'hémisphères du cerveau droit légèrement plus grand[56]. Cela a néanmoins été contesté par plusieurs neurobiologistes[57].
- Le noyau suprachiasmatique de l'hypothalamus a été trouvé par Swaab et Hopffma est plus grand chez les hommes homosexuels que chez les hommes non-homosexuels[58], le noyau suprachiasmatique est également connu pour être plus grand chez les hommes que chez les femmes[59],[60].
- Les hommes gays auraient, en moyenne, un pénis légèrement plus long et plus épais que les hommes hétérosexuels[61].
- La taille moyenne de l'INAH 3 dans le cerveau des hommes homosexuels est à peu près la même taille que l'INAH 3 chez les femmes, qui est nettement plus petit, mais les cellules sont plus denses que dans les cerveaux des hommes hétérosexuels[36].
- La commissure antérieure est plus grande chez les femmes que chez les hommes et est plus grand chez les hommes homosexuels que chez les hommes hétérosexuels[32], mais une étude ultérieure n'a trouvé aucune différence[62].
- Les cerveaux des hommes gays réagissent différemment à la fluoxétine, un inhibiteur de recapture de la sérotonine[63].
- Le fonctionnement de l'oreille interne et le système auditif central chez les lesbiennes et les femmes bisexuelles est plus développé que chez les hommes et les femmes hétéro (les chercheurs ont soutenu que cette conclusion était conforme à la théorie hormonale de l'orientation sexuelle prénatale)[64].
- Le réflexe de sursaut est masculinisé chez les lesbiennes et les femmes bisexuelles de manière similaire[65].
- Le cerveau des gens gays et non-gays réagissent différemment aux deux phéromones putatifs sexuels[29],[66],[67].
- L'amygdale, une région du cerveau, est plus active chez les hommes homosexuels que chez les hommes hétérosexuels lorsqu'ils sont exposés à du matériel sexuellement excitant[68].
- L'indice de Manning est amené à différer, en moyenne, entre les femmes lesbiennes ou bisexuelles et non-lesbiennes[69],[70],[71],[72],[73],[74],[75],[76],[77],[78].
- Les gays et lesbiennes sont beaucoup plus susceptibles d'être gauchers ou ambidextres que les hommes et les femmes hétéro[79],[80],[81]; Simon LeVay fait valoir qu'être gaucher ou droitier chez les homosexuels est donc compatible avec l'idée que l'orientation sexuelle est influencée par des processus prénataux, et peut-être donc héréditaires[36].
- Une étude sur plus de 50 hommes gays a constaté qu'environ 23 % avaient des cheveux poussant de façon antihoraire, contre 8 % dans la population générale. Cela peut corréler avec la gaucherie[82].
- Les hommes gays ont une densité de crête dans les empreintes digitales, sur les pouces et petit doigt gauche plus élevé[82].
- La longueur des membres et des mains des hommes gays est plus petite par rapport à la hauteur de la population générale, mais seulement chez les hommes blancs[82].

## Aspect politique
- Mariage reconnu
- Autre type d’engagement reconnu
- Mariage à l’étranger reconnu
- Reconnaissance limitée du mariage homosexuel
- Reconnaissance limitée du mariage conclu à l’étranger (droit de séjour)
- Pas de reconnaissance des couples homosexuels

- Lois restreignant la liberté d’expression et d’association
- Peine théorique non appliquée en pratique
- Peine d’emprisonnement
- Peine de mort théorique et personnes non poursuivies
- Peine de mort

Les déterminants génétiques ou d'autres déterminants physiologiques forment la base de l'orientation sexuelle, et sont une question hautement politisée. The Advocate, un magazine américain lesbien et gay, a rapporté en 1996 que 61 % de ses lecteurs croient que « ce serait surtout aider les droits des homosexuels et des lesbiennes si l'homosexualité avait des causes biologiques ». Une étude transnationale aux États-Unis, Philippines et en Suède ont constaté que ceux qui ont cru que « les homosexuels sont nés de cette façon » ont eu des attitudes beaucoup plus positives envers l'homosexualité que ceux qui ont cru que « les homosexuels choisissent d'être de cette façon » ou « apprendre à être de cette façon »,.
Une analyse de protection égale en droit américain détermine quand les exigences du gouvernement de créer une « classification suspecte » des groupes, et donc sont admissibles à accroître le scrutin sur la base de plusieurs facteurs, dont l'un est l'immuabilité.
La preuve que l'orientation sexuelle est déterminé biologiquement (et donc peut-être immuable au sens juridique) renforcerait le cas juridique [pas clair] pour une surveillance accrue des lois discriminatoires sur cette cause,,.
Les causes perçues de l'orientation sexuelle ont une incidence significative sur la situation des minorités sexuelles dans les yeux des conservateurs. Le Family Research Council, un parti politique de droite chrétienne pense que à Washington D.C., dans le livre Getting It Straight, les gens qui sont nés gay « ferait avancer l'idée que l'orientation sexuelle est une caractéristique innée, comme la race, que les homosexuels, comme les afro-américains, devraient être protégés par la loi contre la « discrimination » ; et que la désapprobation de l'homosexualité devrait être socialement stigmatisée comme le racisme. Cependant, ce n'est pas le cas. » D'autre part, certains conservateurs tels que Robert Schenck ont fait valoir que les gens ne peuvent pas accepter de preuves scientifiques tout en s'opposant moralement homosexualité. Le membre du National Organization for Marriage et écrivain Orson Scott Card a soutenu la recherche biologique sur l'homosexualité, il écrit que « nos efforts scientifiques en ce qui concerne l'homosexualité devrait être d'identifier les causes génétique et de l'utérus... de telle sorte que l'incidence de ce dysfonctionnement peut être minimisée... [Toutefois, cela ne devrait pas être considérée] comme une attaque contre les homosexuels, un désir de « commettre le génocide » contre la communauté homosexuelle... »
Certains défenseurs des droits des minorités sexuelles s'opposent à cette idée d'une sexualité biologiquement déterminée ou fixée à la naissance. Ils soutiennent que l'orientation sexuelle peut changer au cours de la vie d'une personne. Dans le même temps, d'autres résistent à toute tentative de pathologiser ou médicaliser la sexualité « déviante », et choisissent de se battre pour son acceptation dans le domaine moral ou social. LeVay a dit en réponse à des lettres le critiquant envoyées par des gays et des lesbiennes que sa recherche « a contribué à la situation des personnes homosexuelles dans la société. »